# Gladiolus wilsonii
Gladiolus wilsonii är en irisväxtart som först beskrevs av John Gilbert Baker, och fick sitt nu gällande namn av Peter Goldblatt och John Charles Manning. Gladiolus wilsonii ingår i släktet sabelliljor, och familjen irisväxter. Inga underarter finns listade i Catalogue of Life.